# 湖南大学九华校区
湖南大学九华校区占地达1000亩，将设立本科一年级人文与素质拓展基地、汽车研究中心与实验中心(汽车学院)、航空航天研究中心(航空学院)、创意产业研究中心、学术交流与活动中心、生命科学研究院、湖湘文化研究院、九华国际论坛(人文与历史学科)。

## 工程概况
本项目建设期7年，于2015年底完工。

2009年底完成项目立项；

2010年上半年完成项目可行性研究报告；

2010年下半年至2011年年底完成征地拆迁工作；

2010年下半年至2013年完成规划及单体方案、初步、施工图设计及施工图审查；

2011年至2015年上半年完成土建施工；

2011年下半年至2015年设备安装、调试及配套工程，完成园林绿化工程；

2015年底工程收尾、竣工验收完成并交付使用。

## 建设功能及面积分布表
| 序号 | 建设内容                           | 建筑面积（m2） |
| ---- | ---------------------------------- | -------------- |
| 1    | 汽车研究中心与试验中心（汽车学院） | 30000          |
| 2    | 航空航天研究中心（航空学院）       | 20000          |
| 3    | 图书馆                             | 25000          |
| 4    | 创意产业研究中心                   | 20000          |
| 5    | 学术交流与活动中心                 | 13000          |
| 6    | 九华国际论坛（人文与历史学科）     | 15000          |
| 7    | 系列科技与文化研究孵化中心         | 40000          |
| 8    | 会展中心                           | 20000          |
| 9    | 专家院士村                         | 12000          |
| 10   | 研究公寓                           | 20000          |
|      | 合计                               | 215000         |